# Giacomo Paniccia
Giacomo Paniccia (Latina, 17 maggio 1977) è un ex calciatore italiano, di ruolo centrocampista.

## Carriera
Portato a Como ancora ragazzino, vi resta due anni. In seguito al fallimento della società lariana viene lasciato libero e si trasferisce a Roma, sponda biancoceleste.
Qui cresce giocando nelle giovanili della Lazio diventando il capitano della Primavera e in seguito entra nell'orbita della prima squadra. Dal 1994 al 1997 e veste la maglia azzurra della Nazionale Juniores, quando viene ceduto alla Reggiana in Serie B.
Esordisce nel campionato cadetto e vi resta per due stagioni dal 1997 al 1999, venendo convocato dall'Under-21 B con il compagno di squadra Cristiano Zanetti.
Ha poi giocato con Avellino, Trapani, (Serie C1 e Serie C2, 1999-2000), e Potenza (Serie D dal 2000 al 2002). La stagione successiva si trasferisce in Bulgaria con il CSKA Sofia e qui disputa i preliminari di Champions League con la fine campionato bulgaro nel gennaio, il 1º febbraio 2003 per una nuova avventura estera, questa volta a Malta, dove milita nella massima serie con i colori del Pietà Hotspurs ritrovando il difensore italiano Mauro Di Lello, suo ex compagno nella Primavera della Lazio, e realizzando 3 reti in 10 partite disputate in stagione..
Rientra in Italia e veste la maglia del Latina in Serie C2, nella stagione successiva gioca con la Massetana in Eccellenza Toscana (2004-2005) e nel Bassano Romano in Eccellenza Lazio dal dicembre 2005.
Nel 2006 gioca in Serie C1 nel Lanciano, passando poi all'Avellino nello stesso girone; fa parte della rosa che vince il campionato conquistando la promozione in Serie B; con l'Avellino va in ritiro nel precampionato 2007-2008 per poi accasarsi nel 2008-2009 all'Flaminia Civita Castellana, società laziale che milita in Serie D. 
Nel 2009 viene ingaggiato dal Gualdo, squadra militante nell'Eccellenza Umbra e guidata dell'ex giocatore laziale Paolo Beruatto dove concluderà la sua carriera concludendo nel dicembre 2008.
Dall'ottobre 2012 ricopre la carica di direttore sportivo della società Bassiano, Campo Boario calcio che milita nel girone D della promozione laziale.

## Palmarès

### Competizioni giovanili
- Campionato Primavera: 1

Lazio: 1994-1995

### Competizioni nazionali
- Campionato italiano Serie C: 1

Avellino: 2006-2007